# 西辛营乡
西辛营乡，是中华人民共和国河北省张家口沽源县下辖的一个乡镇级行政单位。

## 行政区划
西辛营乡下辖以下地区：
西辛营村、艾蒿沟村、脑包沟村、白达营村、廿里村、羊库伦村、好来沟村、柳石窑沟村、白碱滩村、三道沟村、富山村、西米克图村、脑包底村、张麻井村、上火石村、牛场库伦村、下火石村、狼尾巴山村、五甲地村、东辛营村、五合庄村、四合庄村和建设村。